# Paspalum oteroi
Paspalum oteroi är en gräsart som beskrevs av Jason Richard Swallen. Paspalum oteroi ingår i släktet tvillinghirser, och familjen gräs. Inga underarter finns listade i Catalogue of Life.